# Ostritz
Ostritz (alt sòrab: Wostrowc) és un municipi alemany que pertany al districte de Görlitz, a l'estat de Saxònia. Està situat a la frontera amb Polònia, en el marge esquerre del Neisse, a 16 km al sud de Görlitz.

## Història
El 1230, el llogaret va ser concedit a la família Dohna pel rei de Bohèmia. El 1234, la reina consort Cunegunda de Suàvia va fundar una abadia cistercenca a l'Alta Lusàcia a l'assentament.
El 1319, va passar al Ducat de Jawor, el ducat més al sud-oest de la que aleshores era una fragmentada Polònia governada per la dinastia Piast.
Durant les Guerres Napoleòniques, el VIII cos d'exèrcit polonès del príncep Józef Poniatowski va lluitar a la zona el 1813, i a partir del 17 d'agost de 1813 el príncep Poniatowski es va quedar residint a la ciutat.
A causa dels canvis territorials després de la Segona Guerra Mundial, la seva estació de ferrocarril va quedar al poble polonès de Krzewina. Forma part de la línia de tren Görlitz-Zittau.

## Fills il·lustres
- Edmund Kretschmer (1830-1908, organista i compositor.